# 코센차

코센차의 위치

코센차(Cosenza)는 이탈리아 남부, 칼라브리아주에 있는 도시이다. 코센차도의 도청 소재지이다.